# Sicista tianshanica
Sicista tianshanica (мишівка тяньшаньська) — вид мишоподібних ссавців з родини мишівкових.

## Морфологічна характеристика
Довжина хвоста перевищує довжину тулуба наполовину чи більше. Смуга на спині відсутня. Забарвлення на спині сірувато-червонувато-буре з додаванням жовтуватого відтінку. Боки світліші. Черево сіро-білувате з блідо-жовтим відтінком, а в дуже старих особин з іржавуватим відтінком. Кінці ступнів укриті білим волоссям. Хвіст зазвичай двоколірний: коричневий зверху й білуватий знизу. Довжина тулуба й голови 62–80 мм, хвіст 99–114 мм, задня ступня від 16 до 19 мм, вуха від 11 до 15 мм, вага від 9 до 14 грамів 2n=32–34.
Варіації. Білі плями на нижній частині голови й грудях присутні чи відсутні, залежно від регіону. В особин з північного Тянь-Шаня часто є чорні області на горлі й грудях.

## Середовище проживання
Цей гризун поширений від пустельних степів у передгір'ях до альпійського поясу Тянь-Шаню (крім західних хребтів); на висотах 500–3200 метрів; Китай, Казахстан, Киргизстан.
Населяє гірські ліси, хвойні та широколистяні, альпійські та субальпійські пояси. Трапляється в чагарникових районах у передгірних степах. Найрясніший вид у лісо-лучних і лісостепових районах на нижній і верхній межі лісу. 

## Спосіб життя
Активний переважно в сутінках. Вид впадає в сплячку. Активний період залежить від висоти і може становити від 3 до 5 місяців. Навесні та першій половині літа особини харчуються переважно тваринами (комахами, молюсками та дощовими хробаками). Починаючи з червня в раціоні переважають насіння та ягоди. Розмножується раз на рік (у першій половині липня); розмір виводку 3–7 дитинчат.

## Загрози й охорона
Загрози невідомі. Вид трапляється на деяких заповідних територіях.